# Cristoforo II di Alessandria
Papa Cristoforo II, in greco Χριστοφόρος Β΄ (al secolo Χαράλαμπος Δανιηλίδης, trasl. Charalampos Daniīlidīs; Maidos, 17 gennaio 1876 – 23 luglio 1967) è stato un vescovo ortodosso greco, papa e patriarca greco-ortodosso di Alessandria e di tutta l'Africa tra il 1939 e il 1966.
Charalambos Daniilidis nacque a Maidos il 17 gennaio 1876. Si diplomò alla Scuola teologica di Santa Croce di Gerusalemme nel 1900. Fu ordinato diacono nel 1899. Il 3 agosto 1908 fu ordinato metropolita di Axomi. Il 30 novembre 1914 fu eletto metropolita di Leontopolis. Il 21 giugno 1939 fu eletto Patriarca di Alessandria. 

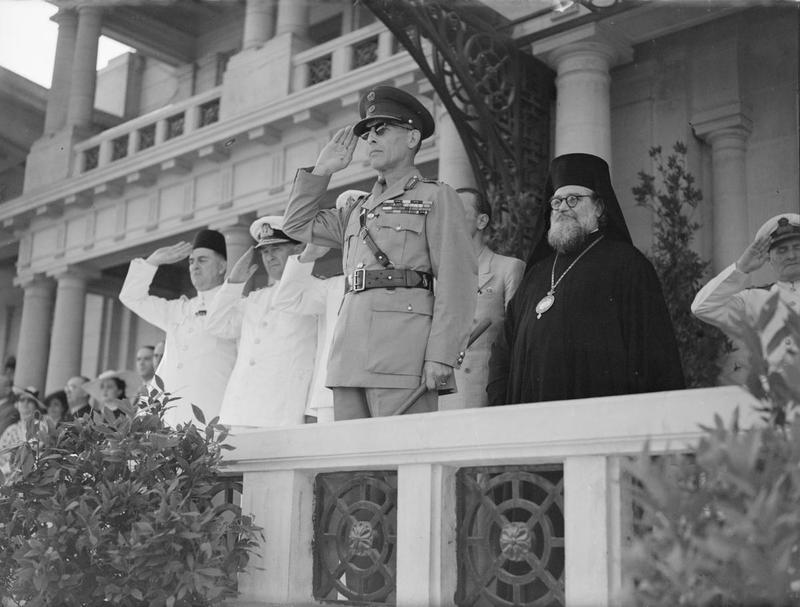
Il patriarca Cristoforo II con il governo greco in esilio durante la seconda guerra mondiale

Durante il suo mandato, si scontrò con la comunità greca in Egitto, cercando di aumentare la propria influenza, circostanza che portò a reazioni vivaci. In questo contesto, il patriarca Cristoforo avanzò pretese sulle proprietà della comunità greca, istituì nuove scuole private sotto la sua direzione e vietò l'esercizio delle funzioni delle scuole private. A causa della cattiva gestione finanziaria del Patriarcato, fu formato il Comitato economico patriarcale, che intraprese il consolidamento finanziario del Patriarcato che portò alla chiusura delle scuole patriarcali.
Fornì alla Chiesa personale ecclesiastica egiziana, e fu particolarmente interessato alla loro formazione spirituale. Durante il suo Patriarcato furono erette le diocesi di Irene (Tanzania), Africa centrale (Congo) e Accra (Camerun).
Il 16 novembre 1966 si dimise per motivi di salute. Morì il 23 luglio 1967.